# Fawley (Berkshire)
Fawley è un villaggio e parrocchia civile dell'Inghilterra, appartenente alla contea del Berkshire.